# Чалаби, Ахмад
Ахмад Чалаби (араб. أحمد عبد الهادي الجلبي‎; 30 октября 1944, Кадимия, Королевство Ирак — 3 ноября 2015, Багдад, Ирак) — иракский бизнесмен и политический деятель, член Временного управляющего совета Ирака (2003—2004), шиит.

## Биография
Родился в известной шиитской семье, одной из богатейших в Багдаде, ее представители на протяжении  300 лет управляли старейшим коммерческим банком Ирака. Его отец был богатым торговцем зерном и членом иракского парламента и стал главой сената, когда был убит король Иордании Абдалла. После этого события его семья отдалилась от общественной жизни и основное время проводила в поместье недалеко от Багдада.
После антимонархической революции 1958 в Ираке был вместе со своими братьями Хазимом и Джавадом вывезен семьёй в Ливан. Находясь в изгнании, его семья оставалась банкирами для крупного шиитского духовенства.
Высшее образование получил в США, закончив Массачусетский технологический институт, получив степень бакалавра в области математики. В 1969 году окончил Чикагский университет, получил докторскую степень философии в области математики, после чего вернулся в Ливан, где стал преподавать в Американском университете Бейрута. В период между 1973—1980 годами опубликовал три научных работы в области абстрактной алгебры. Обучаясь в США, он познакомился с Полом Вулфовицем и Ричардом Пёрлом.

### Бизнесмен
В 1977 году переехал в Иорданию, где основал банк «Petra» при поддержке кронпринца Хассана, члена иорданской королевской семьи. Братья Ахмада в то же время основали швейцарскую финансовую корпорацию Socofi. В конце 1980-х годов обе компании обанкротились, а Ахмад Чалаби переехал в Лондон. Тем временем иорданский суд заочно приговорил его к 22 годам тюрьмы за банковское мошенничество и растрату средств, а братья получили условный приговор в Швейцарии.

### Политическая деятельность
В 1992 году, после первой войны в Персидском заливе, основал в Лондоне «Иракский национальный конгресс» (ИНК) — коалицию демократических эмигрантских сил, оппозиционных режиму Саддама Хусейна. Конгресс стремился стать ведущей политической силой в Ираке после свержения диктатора. В 1995 году ИНК предпринял неудачную попытку организовать курдское восстание на севере Ирака. В последние годы Чалаби стал одним из главных консультантов администрации Джорджа Буша по Ираку и участвовал в информационном и пропагандистском обеспечении планов США по свержению Саддама Хусейна, заявляя о наличии у него оружия массового поражения.
После свержения Саддама Хусейна в 2003 году вернулся в Ирак и вошёл во Временный управляющий совет, функционировавший при оккупационной администрации в 2003—2004 годах.
Его племянник, Салем Чалаби, был председателем трибунала, созданного для суда над Саддамом Хусейном.

## Обвинения
В мае 2004 года политика обвинили в передаче американской секретной информации Ирану. Сам он свою вину отрицал и предлагал дать показания о своей невиновности перед Конгрессом США.
9 августа 2004 года председатель центрального следственного трибунала Ирака выписал ордер на арест Ахмада и Салема Чалаби. В ордере на арест утверждалось, что Ахмад Чалаби занимался валютными махинациями, изготовлением фальшивых динаров старого образца и отмыванием денег. Салема обвиняли в убийстве. 10 августа иракская полиция и представители оккупационных властей потребовали от сотрудников штаб-квартиры ИНК освободить занимаемые ими четыре здания.
11 августа политик вернулся из Тегерана в Багдад под гарантии президента и премьер-министра Ирака, что он не будет арестован. По словам Ахмада Чалаби, он хотел очистить своё честное имя от ложных обвинений.
12 августа Глава МВД Ирака Сабах Кадим заявил, что пока не собирается арестовывать Ахмада Чалаби и предоставит ему возможность опровергнуть выдвинутые против него обвинения. Одновременно по поручению Ахмада Чалаби в Вашингтоне был подан иск против Иордании, которая, как полагал Чалаби, инспирировала его травлю за то, что в своё время он доказал причастность иорданских властей к незаконным закупкам оружия для режима Саддама Хусейна.
28 сентября за недостатком улик иракский суд закрыл дело против политика по обвинению в мошенничестве, подделке документов и денежных знаков.

## Последующая карьера
На парламентских выборах 2005 года Иракский национальный конгресс во главе с Чалаби был частью Объединенного иракского альянса. После выборов претендовал на пост премьер-министра, однако к его удивлению выяснилось, что единым кандидатом на этот пост был выдвинут Ибрахим Аль-Джафари. До выборов в декабре 2005 г. Иракский национальный конгресс покинул Объединенный иракский альянс и сформировал коалицию Национальный конгресс, которая не смогла получить ни одного мандата, набрав менее 0,5 % голосов.
В 2005—2006 годах занимал должность заместителя премьер-министра и министра нефти Ирака.
В 2006 году принял участие в заседании Бильдербергского клуба, проходившего в канадской Оттаве. В октябре 2007 года был назначен премьер-министром Нури аль-Малики на пост главы службы, объединившей консорциум из восьми министерств и двух багдадских муниципалитетов для реализации следующего этапа плана «Волна» по восстановлению электричества, здравоохранения, образования и безопасности в Багдаде и его окрестностях. Затем он возглавляет комиссию по «дебассификации» Ирака, удалению с государственных постов сторонников свергнутого Саддама Хусейна. В начале 2010 г. эта комиссия объявила о запрете около 500 кандидатам баллотироваться на всеобщих выборах, что привело к эскалации противостояния суннитов и шиитов.
В январе 2012 г. «Нью-Йорк Таймс» сообщила, что западные разведки выражают обеспокоенность тем, что Чалаби работал с ведущей оппозиционной шиитской группой в Бахрейне.